# Zamostea, Suceava
Zamostea este satul de reședință al comunei cu același nume din județul Suceava, Moldova, România.

## Personalități
- Gheorghe Alupoaei (n. 1944) - sculptor și profesor de arte plastice din România.

 Acest articol despre o localitate din județul Suceava este deocamdată un ciot. Puteți ajuta Wikipedia prin completarea lui.